# MICRO (ラッパー)
MICRO（ミクロ、本名：新美 太祐、1977年10月26日 - ）は、日本のラッパー、歌手、タレントである。ヒップホップグループ「HOME MADE 家族」のMC・リードボーカル、「ミニ塾。」のメンバー。愛知県刈谷市出身。身長153cm。既婚。

## 来歴・人物
トヨタ自動車技術者の新美篤志（トヨタ自動車副社長、ジェイテクト会長、中部経済同友会代表幹事を歴任）の子として愛知県刈谷市で生まれる。刈谷市立富士松南小学校出身。9歳から4年間、父が赴任したアメリカケンタッキー州で過ごす。その時現地の学校でHIP HOPに出会う。
南山国際高等学校を経て、1996年、南山大学時代のCLUB仲間であったKURO、U-ICHIと共にHIP HOPユニット「HOME MADE 家族」を結成。グループでは、リードボーカル・作詞・作曲を担当する他、タレント・MCとしても、バラエティやドラマなどにも出演する。熱く正直に、真っ正面からぶつかる裏表のないトークが信条。ミュージシャンとしては、T.M.Revolutionこと西川貴教や、米米CLUBの石井竜也とも親交があり、客演も多数。作家としては、SMAP17枚目のアルバム『Pop Up! SMAP』に収録の「TAKE OFF」を楽曲提供するなど、作家・プロデューサーとしても活躍。グループとしては、2009年に日本武道館ワンマン、2010年にアメリカでの海外公演、野外音楽フェスの立ち上げなど、精力的に活動。地元愛知県からは「LOVEあいちサポーターズ“あいち音楽大使”」を拝命。その他、台湾、ブラジルなど海外公演の経験も多数。2016年末、グループの無期限活動休止に伴い、2017年からはソロ活動を開始。
自称太陽のようなアーティスト。口癖は「サンラーイズ！！！」。

## ディスコグラフィ

### 配信限定
- MICRO ＆ UZY (HOME MADE 家族 / ゴスペラーズ)　「同じ空を見上げて」（2012年6月20日）[3][4]

### 客演
- シーモネーター&DJ TAKI-SHIT,「半熟ラバーズ/まってたんだNEO」（2002年12月4日）
01.半熟ラバーズ feat. MICRO
- シーモネーター&DJ TAKI-SHIT,『シモダス』（2003年2月19日）
07.半熟ラバーズ feat. MICRO
- 椿,『cotton voice』（2004年12月8日）
10.A Better day feat. MICRO(HOME MADE 家族)
- KAME&L.N.K「スマイル」（2005年2月9日）
3.SAME OLD ROOTS feat. MICRO（HOME MADE 家族）」
- Sowelu,『Heads or Tails?』（2005年7月20日）
03.Let's go faraway feat. MICRO from HOME MADE家族(Mine-chang remix)
- SEAMO,『Get Back On Stage』（2005年10月26日）
04.Time Attack featuring MICRO & KURO(HOME MADE 家族)
- abingdon boys school,『abingdon boys school』（2007年10月17日）
09.LOST REASON -feat. MICRO from HOME MADE 家族-
- SEAMO,『Round About』（2007年10月31日）
8.Do it! featuring MICRO & KURO(HOME MADE 家族)
- TUT-1026『エブリバディー』（2008年3月19日）
9.夢旅 feat. MICRO from HOME MADE 家族
- 石井竜也『PENDULUM』（2008年3月26日）
7.DARKNESS FIELD feat. MICRO from HOME MADE 家族
- LITTLE『"Yes"rhyme-dentity』（2008年5月8日）
2.Gradation feat. MICRO,SMALLEST,SHOGO
- Metis『ONE SOUL』（2011年12月14日）
5.ヨウコソ feat. MICRO(HOME MADE 家族）
- アンダーグラフ『Mother feat. MICRO(HOME MADE 家族)』（2013年5月8日）
1.Mother feat. MICRO(HOME MADE 家族)
- SHOGO『大きな愛の木の下で』（2014年6月4日）
6.HONEY TRAP feat.LITTLE,MICRO,SMALLEST
- BRADIO『POWER OF LIFE』（2015年6月3日）
4.Sunday feat. MICRO （from HOME MADE 家族）
- 石井竜也『STONE』（2015年9月2日）
1.DREAM DANCE feat. MICRO from HOME MADE 家族
- V.A.『IN YA MELLOW TONE 12』（2016年5月18日）
3.Spit at The World feat. kyte, RAq, MICRO (from HOME MADE KAZOKU) & Kousuke Saeki / GEMINI
- 石井竜也『BLACK DIAMOND』（2016年8月31日）
7.VIBRATION feat. MICRO from HOME MADE 家族
9.POKER FACE feat. MICRO from HOME MADE 家族
- 石井竜也『TOUCHABLE』（2020年2月12日）
3.古代の戦士 feat.MICRO from HOME MADE 家族
9.HAPPY SONG feat.MICRO from HOME MADE 家族
- 石井竜也『DEEPER』（2023年12月20日）
2.HI TENSION LOVE feat. MICRO from HOME MADE 家族 (DEEPER ver)
13.LIBIDO feat. MICRO from HOME MADE 家族 (DEEPER ver.)
- 石井竜也『LOST MESSAGE 〜CHAOS〜』（2024年5月29日）
3.無人裁判 feat. MICRO from HOME MADE 家族
- BAE『Before Anyone Else』（2024年6月26日）
9.ROCKETEEEERS feat. MICRO

### メディア
- パリピ孔明 - ラップパートディレクション[5]